# Leptocephalus bellottii
Leptocephalus bellottii är en fiskart som beskrevs av D'ancona 1928. Leptocephalus bellottii ingår i släktet Leptocephalus och familjen Nettastomatidae. Inga underarter finns listade i Catalogue of Life.